# 목관악기

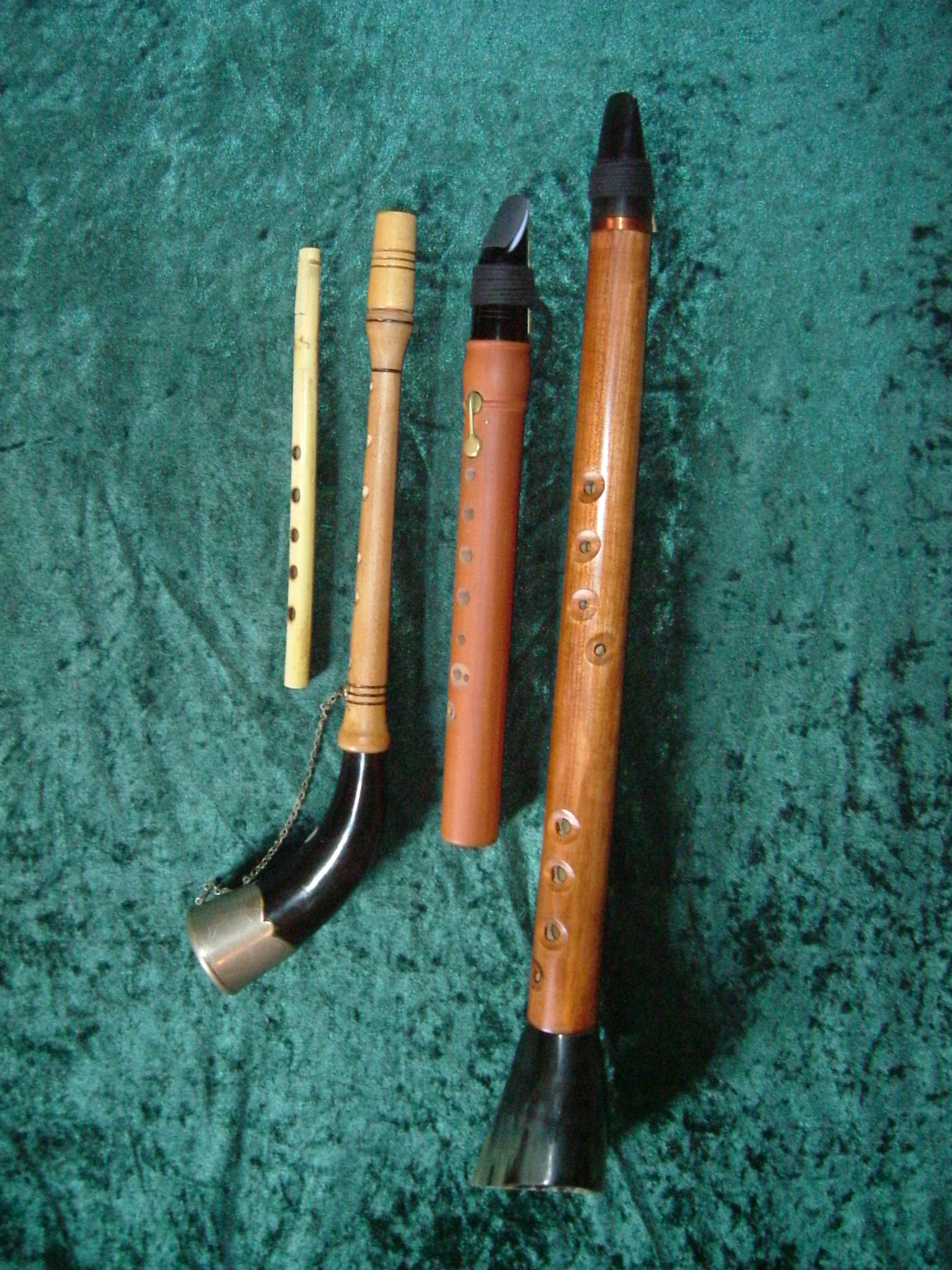

목관악기(木管樂器)는 관악기들 가운데 원기둥이나 원뿔 모양의 관에 손가락으로 막는 구멍이 있고, 입김을 불어 넣는 곳에 직접 숨을 불어 넣거나 리드(서)를 사용하여 소리를 내는 악기를 아울러 부르는 이름이다(《두산백과사전》).

## 분류

### 리드가 없음
- 플루트족: 피콜로, 콘서트 플루트, 알토 플루트
- 대금
- 소금
- 소관자(없어짐)
- 단소
- 퉁소
- 샤쿠하치
- 팬파이프
- 케나
- 시쿠
- 훈
- 타보르 파이프(Tabor Pipe)
- 술링(Suling)(인도네시아)
- 스비렐(Svirel)(러시아)
- 와신트(Washint)(에티오피아)
- 웟(Wot)(태국 북동부, 라오스)
- 림베(Limbe)(몽골)
- 반수리(Bānsurī)(인도, 네팔)
- 팔웨이(Palwei)(미얀마)

### 리드가 한 개
- 클라리넷족: 클라리넷, 베이스클라리넷
- 색소폰족
- 혼파이프
- 현대 타로가토(Modern Tárogató)(헝가리)
- 미즈위즈(Mijwiz)(중동)
- 페파(Pepa)(인도 아삼)

### 리드가 두 개
- 오보에족: 오보에, 잉글리시 호른, 오보에 다모레
- 바순족: 바순, 콘트라바순
- 향피리, 당피리, 세피리
- 태평소
- 발라반(Bālābān)(아르메니아, 조지아)
- 두둑(Duduk)(아르메니아)

### 리드가 세 개 이상
- 네(Hnè)(미얀마, 6개)
- 삐나이(Pi nai)(태국, 4개)
- 스랄라이(Sralai)(캄보디아, 4개)
- 셰나이(Shehnāī)(인도·파키스탄·방글라데시, 4개)

## 같이 보기
- 금관악기
- 관악기